# Serra d'Espadà
Serra d'Espadà este o arie protejată (sit de importanță comunitară — SCI) din Spania întinsă pe o suprafață de 31.023,51 ha, integral pe uscat.

## Localizare
Centrul sitului Serra d'Espadà este situat la coordonatele 39°55′47″N 0°23′05″W / 39.9297°N 0.3847°V.

## Înființare
Situl Serra d'Espadà a fost declarat sit de importanță comunitară în decembrie 1997 pentru a proteja 22 de specii de animale.

## Biodiversitate
Situată în ecoregiunea mediteraneană, aria protejată conține 10 habitate naturale: Pante stâncoase silicioase cu vegetație casmofită, Pajiști uscate europene, Păduri de Quercus ilex și Quercus rotundifolia, Pante stâncoase calcaroase cu vegetație casmofită, Tufărișuri termo-mediteraneene și de pre-deșert, Grohotișuri termofile și vest-mediteraneene, Păduri de Quercus suber, Matorral arborescenți cu Juniperus spp., Păduri mediteraneene de Taxus baccata, Galerii de Salix alba și de Populus alba.
La baza desemnării sitului se află mai multe specii protejate:
- păsări (13): fâsă-de-câmp (Anthus campestris), acvilă de munte (Aquila chrysaetos), buha (Bubo bubo), caprimulg (Caprimulgus europaeus), șerpar (Circaetus gallicus), șoim călător (Falco peregrinus), Galerida theklae, Hieraaetus fasciatus, acvilă pitică (Hieraaetus pennatus), ciocârlie de pădure (Lullula arborea), Oenanthe leucura, Pyrrhocorax pyrrhocorax, silvie de tufiș (Sylvia undata)
- mamifere (7): liliac cu aripi lungi (Miniopterus schreibersii), liliac cu urechi de șoarece (Myotis blythii), liliac cărămiziu (Myotis emarginatus), liliac comun (Myotis myotis), liliacul mediteranean cu potcoavă (Rhinolophus euryale), liliacul mare cu potcoavă (Rhinolophus ferrumequinum), liliacul mic cu potcoavă (Rhinolophus hipposideros)
- nevertebrate (1): Austropotamobius pallipes
- pești (1): Chondrostoma toxostoma

Pe lângă speciile protejate, pe teritoriul sitului au mai fost identificate 7 specii de plante.